# 坪田敦史
坪田 敦史（つぼた あつし、1973年3月10日 - ）は、ライター、ジャーナリスト。北海道出身。

## プロフィール
航空ジャーナリスト。日本航空大学校航空電子科卒業。後にテクノスカレッジ工学研究科に編入、卒業。モナシュ大学（オーストラリア連邦ビクトリア州）留学。
航空、宇宙、ハイテク、インターネットといった科学技術から、軍事、国際情勢、旅行などさまざまな分野でも執筆活動を行っている。航空ライターのほか、サイエンスライター、テクニカルライターなどの肩書きも持つ。東京千代田区に事務所を有し、国内､海外で取材を行っている。
仕事は執筆・撮影のほか編集作業にも積極的に加わり、誌面構成、出版企画、出版監修を手掛ける。一人での取材活動が多く、ライター兼カメラマンとして、雑誌の表紙やタイトルカットなどの撮影経験がある。著書は20冊以上。月刊『Jウイング』誌（イカロス出版）、初代スタッフライター。
ドローン、ハブ空港、格安航空会社（LCC）、F-X (航空自衛隊)次期主力戦闘機導入計画、ボーイング787、オスプレイなどのテーマにおいて、ラジオ番組、テレビ番組、新聞、雑誌などでコメンテーターを務めている。
TBSひるおび、テレビ朝日グッド!モーニングなどの番組において航空アクシデント、インシデントなどの解説者として出演。理系出身ライター。航空に関わるTVバラエティ番組で監修者をしている。特に技術分野を中心に執筆、コメントしているが、航空旅行をテーマに格安航空会社（LCC）、空港ターミナルなど航空事業の経営についても月刊リベラルタイムなどのビジネス誌に執筆している。
北海道航空協会主催イベント『航空の夕べ』など、航空に関する講演会、セミナーの講師を務めている。
米国、カナダ、日本のパイロット資格（操縦士技能証明書）を有し、航空機の操縦を行っている。航空機の性能や運航システムの研究を発表している。航空無線通信士の資格を有している。『わかりやすい旅客機の基礎知識』（イカロス出版）など航空関連の著作において、実用的な内容を発表している。

## 出演、番組監修
- 日本テレビ『ザ！世界仰天ニュース』航空再現ドラマ　番組監修
- 日本テレビ『THE突破ファイル』航空再現ドラマ　番組監修
- 日本テレビ 『不可思議探偵団』 コメント出演（UFO映像解析）
- 日本テレビ 『世界まる見え!テレビ特捜部』 コメンテーター　航空映像 番組監修
- 日本テレビ　ドラマ 『おとなの夏休み』 航空用語監修
- テレビ朝日『超人女子戦士 ガリベンガーV』（第20話）2019年7月11日放送 講師 出演
- テレビ朝日『超人女子戦士 ガリベンガーV』（第101話）2021年10月23日放送 講師 出演
- テレビ朝日『グッド！モーニング』コメント出演
- テレビ朝日『出川一茂ホラン☆フシギの会』コメント出演
- テレビ朝日『ビートたけしの知らないニュース 超常現象XファイルSP』2020年12月27日放送 専門家 否定派 スタジオ出演
- テレビ朝日『ビートたけしの知らないニュース 超常現象XファイルSP』2020年1月3日放送 専門家 否定派 スタジオ出演
- テレビ朝日『ビートたけしの超常現象Xファイル 平成30年分×47都道府県 日本の超常現象全部見せますスペシャル』2018年12月22日放送 専門家 否定派 スタジオ出演
- テレビ朝日『ナニコレ珍百景』コメント出演
- テレビ朝日『24 JAPAN』 番組ロケ監修
- テレビ朝日 『トリハダ（秘）スクープ映像100科ジテン』 コメント出演（航空映像）
- TBS『ひるおび』 コメンテーター　スタジオ出演
- TBS『あさチャン！』コメント出演
- TBS 『未確認情報ジャッジバトル ! ブラックORホワイト ! 』 コメンテーター
- TBS 『みのもんたの朝ズバッ!』 コメンテーター
- テレビ東京『世界が騒然！本当にあった(秘)衝撃ファイル』航空監修
- テレビ東京『～裏ネタワイド～　ＤＥＥＰナイト』出演
- テレビ東京 『実録世界のミステリー』コメント出演（航空映像）
- フジテレビ『めざまし8』スタジオ解説者
- フジテレビ 『新報道2001』　コメンテーター
- フジテレビ 『情報プレゼンター とくダネ!』 情報プレゼンター
- BSジャパン 『NIKKEI×BS LIVE 7PM』 コメンテーター
- 関西テレビ放送『NMBとまなぶくん』2024年6月19日放送　スタジオ出演
- 毎日放送 『知っとこ!』 コメンテーター
- 毎日放送 『せやねん!』 コメンテーター
- 毎日放送 『ちちんぷいぷい』 コメンテーター
- NHK 『ニュースウオッチ9』コメント出演
- ビジネス・経済専門チャンネル 日経CNBC 現地リポーター
- 琉球放送 『PBCザ・ニュース・スペシャル』 コメンテーター
- bayfm78 『POWER BAY MORNING』 コメンテーター
- 81.3 FM J-WAVE 『JAM THE WORLD』 コメンテーター
- 81.3 FM J-WAVE 『TOKYO LABORATORY』 コメンテーター
- 文化放送『大村正樹のサイエンスキッズ』 サイエンスコーチャー
- ラジオ文化放送 『グッチ裕三　日曜うまいぞぉ ! 』 トーク出演
- TBSラジオ 954kHz 『荒川強啓 デイ・キャッチ ! 』 コメンテーター

## 著書
- 『わかりやすい旅客機の基礎知識』（イカロス出版）
- 『ヘリコプターの最新知識』 （ソフトバンククリエイティブ）
- 『AH-64 アパッチはなぜ最強といわれるのか』 （ソフトバンククリエイティブ）
- 『戦慄のロボット兵器 (DIA COLLECTION)』 （共著） （ダイアプレス）
- 『こんなにスゴイ!世界の戦闘機』（監修）（竹書房）
- 『日本で見られる軍用機ガイドブック』2013年新版 （イカロス出版）
- 『日本で見られる軍用機完全ガイド』 （イカロス出版）
- 『よくわかる ! 軍用機の基礎知識　新版』 （イカロス出版）
- 『軍用ヘリのすべて』 （イカロス出版）
- 『21世紀の米軍戦闘機』 （イカロス出版）
- 『ステルス戦闘機と軍用UAV』 （イカロス出版）
- 『わかりやすい軍用機の基礎知識』 （イカロス出版）
- 『日本で見られる軍用機ガイドブック』初版 （イカロス出版）
- 『戦闘機がよくわかる本』 （イカロス出版）
- 『軍用機マニアの常識』 （イカロス出版）
- 『軍用機マニアの基礎知識』 （イカロス出版）
- 『軍用機を見分ける本』 （イカロス出版）
- 『戦闘機のヒミツ80』（共著） （イカロス出版）
- 『ドキュメント新潟県中越地震―10・27奇跡の救出 』 （共著） （イカロス出版）
- 『直升機為什麼這樣飛 ? 』 （晨星出版） 【台湾翻訳版】
- 『漂亮出擊 ! AH-64D阿帕契長弓戰鬥直昇機』 【台湾翻訳版】（瑞昇文化出版）

その他

## 連載
- 『Jウイング』 （イカロス出版）
- 『エアライン』 （イカロス出版）
- 『Jレスキュー』 （イカロス出版）
- 『航空ファン (雑誌)』 （文林堂）
- 『ラジオの製作』廃刊 （電波新聞社）

その他

## 過去に記事、コメントを掲載した雑誌、出版物、新聞、Web記事
- リベラルタイム （リベラルタイム出版社）
- YenSPA!（扶桑社）
- MAMOR （扶桑社）
- 映画「天空の蜂」　劇場パンフレット「BIG B」解説者
- 映画「ロスト・フライト」(原題PLANE） 劇場パンフレット解説者（東宝ステラ）
- 映画「ブラックボックス：音声分析捜査」(原題Boîte noire）　劇場パンフレット解説者（東宝ステラ）
- ラジオライフ （三才ブックス）
- Pen （阪急コミュニケーションズ）
- 読売旅行（読売旅行出版社）
- ラピタ （小学館）
- 週刊文春 （文藝春秋）
- 週刊現代 （講談社）
- 女性セブン （小学館）
- be (朝日新聞)
- 産経新聞
- 毎日新聞
- 東京新聞
- 中日新聞
- 東京スポーツ新聞社
- 中日こどもウイークリー （中日新聞）
- 読売新聞
- 乗りものニュース
- マイナビニュース
- トラベルjp（旧たびねす、旧LINEトラベル）
- 共同通信ニュースサイト

その他

## 所属団体
- 航空ジャーナリスト協会
- 日本航空医療学会
- 日本航空機操縦士協会
- 航空交通管制協会
- 日本科学技術ジャーナリスト会議